# Pupascleromyia shlagintvejti
Pupascleromyia shlagintvejti är en tvåvingeart som beskrevs av Fedotova 2001. Pupascleromyia shlagintvejti ingår i släktet Pupascleromyia och familjen gallmyggor.
Artens utbredningsområde är Kazakstan. Inga underarter finns listade i Catalogue of Life.